# Kalendarium Markuszowa
Markuszów – początkowo wieś, następnie miasto obecnie osada położona 12 km na NE od  Wąwolnicy, nad rzeką Kurówką; około 102 km na NE od klasztoru świętokrzyskiego, 40 km na NE od Braciejowic.
Nazwy lokalne wsi w dokumentach źródłowych: w roku 1317 „Markuszewice”,  1330 „Markussovicze”, 1380 „Markuszowicze” następnie 1409 „Marcussowycze” dziś - Markuszów, od 1553 miasto. Powiat lubelski, parafia własna. Obecnie osada.

## Granice
- W roku 1420 graniczy z Płonkami[4].
- W latach 1447, 1453 z Góry i Zabłociem[5].

## Kalendarium - własność, powinności i przywileje ekonomiczne
Wieś stanowi własność szlachecką.
- 1317–30 – Markuszów „cum villulis sibi contiguis”, dziedzicami bracia Dzierżko i Ostasz z Bejsc (powiat wiślicki) i Mełgwi[6][7].
- 1317 i 1330 – Władysław Łokietek przenosi Markuszów na prawo średzkie[6][7].
- 1333 – Kazimierz Wielki zaświadcza, że Mikołaj zwany Borys zrzekł się prawa macierzystego do Markuszowa i Wrocimirowa  na rzecz komesa Eustachego[8].
- 1380 –  w dziale między synami Eustachego, Piotrowi przypadają Bejsce, Zakrzów i inne wsie w powiecie radomskim i wiślickim, zaś Jakubowi Bochotnica, Brzuthy!, Rudka, Wierzchoniów, Stok, Klementowice, Boguchwałowice, Płonki, Markuszowice, Drzewcza, Brzozowa Gać, Gutanów w ziemi lubelskiej[9].
- 1409–20 – dziedzicem Andrzej[10][11].
- 1425–29 – szlachcic Jan z Markuszowa[12][13].
- 1440–54 – dziedzicem był Jan syn Andrzeja z Zakrzowa w  powiecie radomskim i Bejsc, kasztelan żarnowski[14][15][16].
- 1451 – tenże Jan otrzymał za żonę Anną 100 kop groszy posagu zapisując jej 3000(!) grzywien wiana[17].
- 1469 – dziedzicem urodzony Andrzej z Markuszowa[18].
- Około 1470-80 – dziedzicami bracia Ostasz, Eustachy i Dziersław herbu Lewart. Folwark ma  13 1/2 łana kmiecego. 4 łany należą do plebana. Była ponadto karczma i zagrodnik[19](Długosz L.B. II 572, III 245).
- 1518 – Zygmunt I mianuje Jana Markuszowskiego stolnikiem lubelskim[20].
- 1521 – Katarzyna córka śp. Jana Markuszowskiego, żona Bartłomieja Kazanowskicgo podsędka łukowskiego, swe części dziedziny we wsiach Markuszów, Zabłocie, Kalinie, Kłodzie, Ostaszowie sprzedaje za 1300 florenów Mikołajowi z Dąbrowicy kasztelanowi krakowskiemu[21], pewne zaś części w wymienionych wsiach zastrzega dla swej siostry Barbary z drugiego małżeństwa swego ojca z Elżbietą Wapowską[22].
- 1531 – pobór łącznie z wymienionymi wyżej wsiami z 17 łanów i młyna[23] .

## Powinności dziesięcinne
Dziesięcina należy do klasztoru świętokrzyskiego i miejscowego plebana
- 1375 – dziesięcina należy do klasztoru świętokrzyskiego[24].
- 1463 – Klemens z Przybysławic, archidiakon i oficjał lubelski zaświadcza, że Stefan pleban Markuszowa zobowiązał się oddawać dziesięcinę z 3 łanów plebańskich i roli za dworem opactwu świętokrzyskiemu, tak, jak dawniej oddawali ją kmiecie (AG 1861);
- 1470–80 – kościół we wsi drewniany. Z 13,5 łana kmiecego dziesięcina snopowa i konopna wartości do 7 lub do 10 grzywien dowożą klasztorowi świętokrzyskiemu, temuż dziesięcinę snopową z liczących 4 łany ról plebańskich, które należały niegdyś do kmieci, oraz ról kmiecych włączonych do folwarku, z pozostałej części folwarku dziesięcina należy do plebana Markuszowa.Do parafii należą wsie Kaleń, Ostaszów, Zabłocie (Długosz L.B. II 572; III 245);
- 1529 – dziesięcina snopowa wartości 7 grzywien należy do stołu konwentu świętokrzyskiego, z 1/2 folwarku dziesięcina snopowa wartości do 3 grzywien pobiera pleban Markuszowa z sołectwa w Ostaszowie, jednego kmiecia w Zabłociu, oraz czynsz od dwóch kmieci i 1 zagrodnika w Zabłociu, łącznie 5 grzywien[25].
- 1531–33 – do parafii należy ponadto wieś Kłoda[23] .
- 1547 – Jan Osmalski prepozyt i oficjał lubelski oraz Baltazar mgr sztuk, pleban Sienna, komisarze biskupa krakowskiego Samuela, skłonili Jana plebana Markuszowa do płacenia klasztorowi świętokrzyskiemu za dziesięcinę z Markuszowa 20 gr rocznie[26].
- 1596 – Jan Firlej podskarbi koronny zamienia z pleban Markuszowa grunty plebańskie oraz nadaje mu dziesięcinę od 6 kmieci nowo osadzonych w Ostaszowie[27].
- 1619 – zakonnicy świętokrzyscy, którzy w wyniku powyższych zamiany stracili dziesięcinę z ról plebańskich w Markuszowie, skarżą o nie dziedziców Markuszowa do sądu ziemskiego lubelskiego[27].
- 1622 – Andrzej Firlej starosta kazimierski zobowiązuje się dożywotnio płacić klasztorowi świętokrzyskiemu za dziesięcinę z ról włączonych do folwarku w Markuszowie oraz z gruntów niegdyś należących do plebana Markuszowa 10 grzywien rocznie, a za dziesięcinę od poddanych w  Buchałowicach 5 grzywien rocznie[27].
- 1640 – trawa proces klasztoru świętokrzyskiego ze Stanisławem, synem chorego umysłowo Andrzeja Firleja, dziedzica Markuszowa. Z powodu wojen, zarazy i śmierci Stanisława proces nie został rozstrzygnięty[27].

## Plebani w Markuszowie w wieku XV
- 1433 – Mikołaj,
- 1437 – Stefan[28].
- 1454–57 – Stanisław[29].
- 1461–63 – Stefan[30].
- 1463 – oficjał lubelski zaświadcza, że Stefan pleban kościoła ś. Małgorzaty w Markuszowie zobowiązał się oddawać dziesięcinę z 3 łanów plebańskich i roli za dworem opactwu świętokrzyskiemu, jak to dawniej oddawali kmiecie (AGAD or. 1861). Około połowy XV w. plebanowi dowożą dziesięcinę z Żyrzyna[31].

## Studenci Uniwersytetu Krakowskiego
1499 – Andrzej syn Marcina z Markuszowa zapisany na Uniwersytet Krakowski.